# エノキ
エノキ（榎、学名: Celtis sinensis）は、アサ科エノキ属の落葉高木。別名では、ナガバエノキ、マルバエノキともよばれる。

## 形態
落葉広葉樹の高木で最大で樹高25m、胸高直径2m程度に達する。樹冠は広葉樹らしい丸みを帯びたもので、太い枝がよく分岐する。樹皮は暗い灰褐色で特に裂けはしないが、粗く全体的にごつごつしている。一年枝は淡紫褐色で毛が生えており、その基部には古い芽鱗や副芽が残っている。
葉は互生し、葉身は長さ4 - 10センチメートル (cm) の卵形または楕円形から長楕円形で、先は尾状にのびて左右非対称。葉の質は厚く、葉縁の上半分には鋸歯があり、下部は全縁である。先端まで葉脈が発達しておらず、丸みを帯びている。秋には黄葉し、虫食いや斑点があるものが多い。比較的濃い黄色に色づき、暖かい都市部でもよく色づく。落葉すると褐色になる。
開花時期は4 - 5月。風媒花で、芽生えと同時期に、葉の根元に小さな花を咲かせ、花色は淡黄褐色である。雌雄同株で、雄花と両性花があり、雄花は本年枝の基部に数個つき、両性花は本年枝の上部の葉腋に1 - 3個つく。雄花は雄蕊が4個、両性花は雄蕊4個と雌蕊1個がつく。
果期は秋（10月ごろ）。黄葉した葉の後ろに、直径5 - 8ミリメートル (mm) の卵状球形の果実をつける。果実は核果で、熟すと橙褐色や赤褐色になり、冬でも枝に残ることがある。果実は食べることができ、味は甘くておいしい。果実は小鳥、特にムクドリが好んで食べて、種子が散布される。
冬芽は互生し、小さな円錐形や広卵形または偏平なやや三角形で毛があり、暗赤褐色をした2 - 5枚の芽鱗が、瓦状に重なるようにして覆われている。冬芽の基部の両側にはふつう副芽（平行予備芽）があり、一番外側の芽鱗に隠れている。枝先には仮頂芽がつき、側芽は枝に伏せるようにつく。冬芽のそばに葉痕があり杔葉が残っている。葉痕は半円形で、維管束痕は3個ある。冬場の枝先は枯れていることが多い。
根系は水平根をよく伸ばすタイプで、よく分岐もさせるが根全体は表層に集中する。稚樹の内から主根と共に側根がそれなりに目立つという。

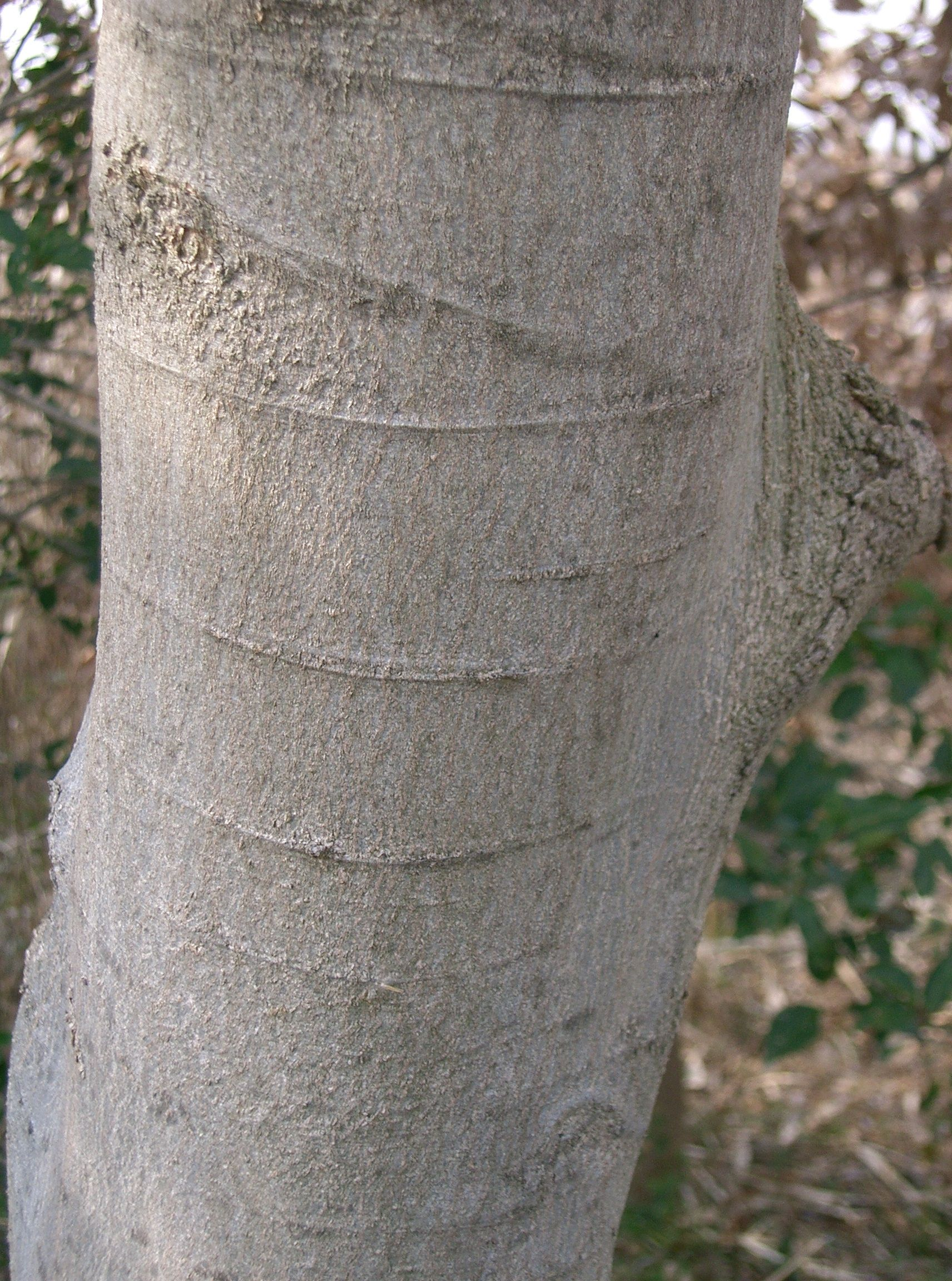
樹皮
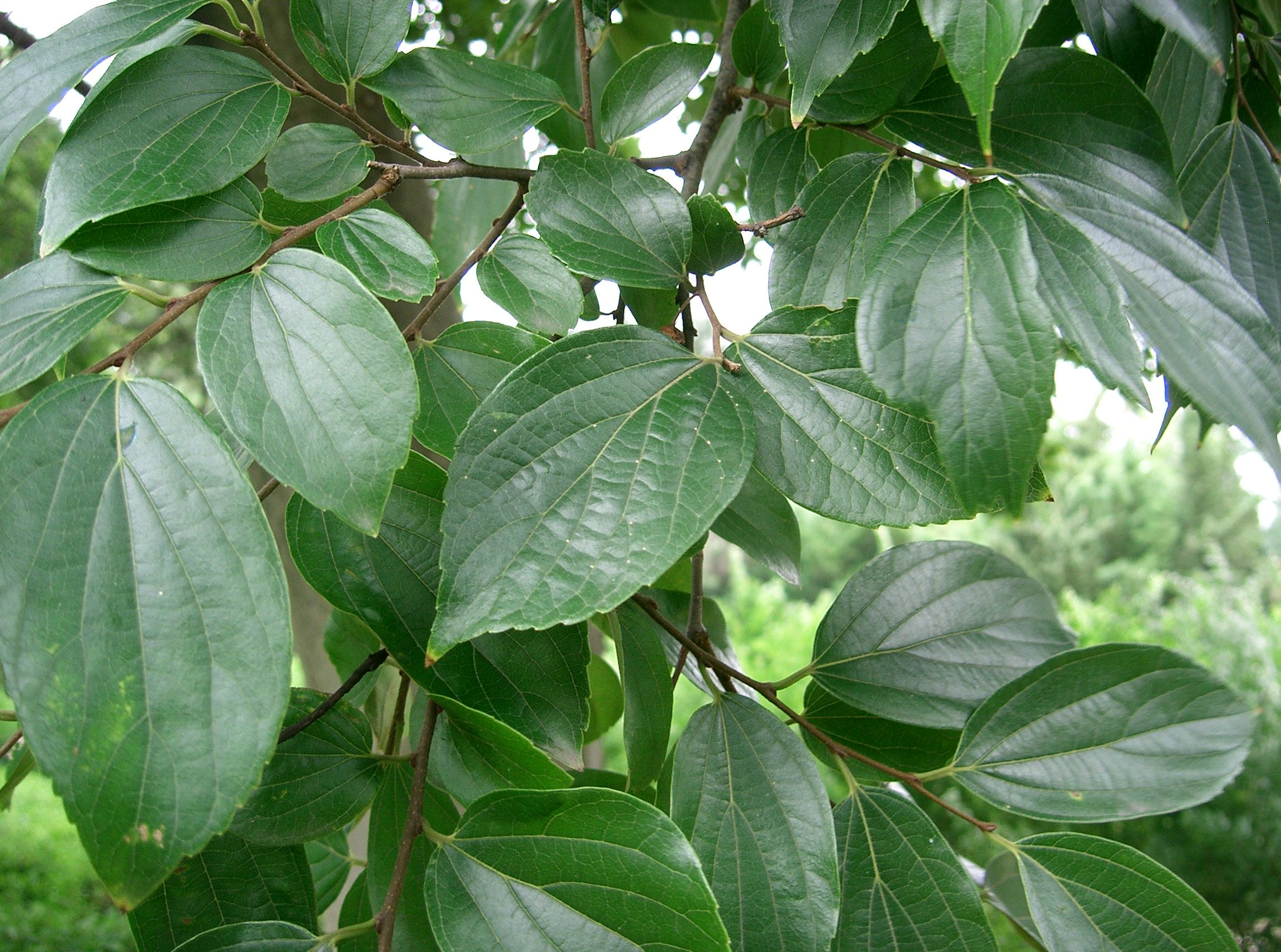
葉
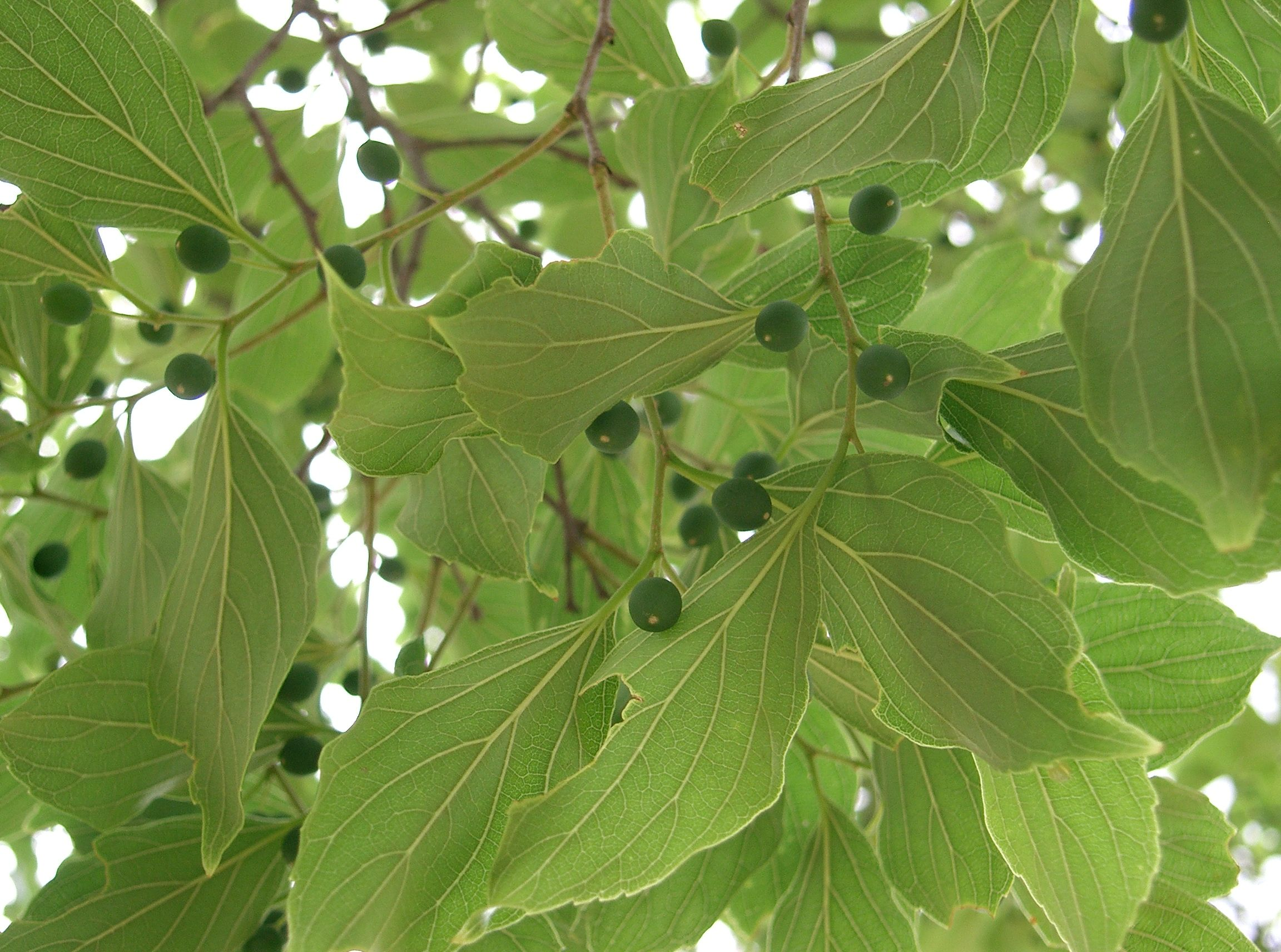
果実

### 類似する植物
エノキ属内で見るべきポイントは若枝、葉柄および果穂に毛が生えているかどうかということと葉の形状だという。
エノキはAPG分類体系でアサ科に移されたが、それまではニレ科に置かれていた（この時も亜科単位で別とされるなどそれほど近縁とはされていない）。この時のニレ科ニレ属やケヤキ属との違いとして葉脈が三行脈か否かというのが有名である。

## 生態
先駆的で陽樹的性格の強い樹種であり、ムクノキやケヤキと共にしばしば河川敷で群落を形成することが知られている。ただし、余りにも攪乱の頻度と強度が高い所では定着できないと見られる。
エノキの大枝の分枝部分に動物が残した糞から発芽することがある。茨城県での観察例ではため糞を行う習性があるアライグマやハクビシンがこのような分枝部分を利用することでイチョウやヒメコウゾの発芽が見られた。
各種の蝶の幼虫の食草として知られる。オオムラサキの食草としてもよく知られるが、オオムラサキの保護を考えた場合エノキは林内よりも林縁に植えるべきだという。
オオムラサキをはじめ、ゴマダラチョウ、テングチョウ、ヒオドシチョウ、エノキハムシ、タマムシ、ホシアシブトハバチ、エノキトガリタマバエ、エノキワタアブラムシなど多くの昆虫の餌、食樹である。特に、日本の国蝶オオムラサキの幼虫の食樹としてよく知られている。
山地や山野の明るい場所に生え、自然分布以外では人里にもよく植えられ、公園、河原などによく生えている。大きな緑陰を作るため、ケヤキやムクノキなどとともに各地の一里塚や神社仏閣に植栽され、その巨木が今日でも見られる。

## 分布
日本、朝鮮半島、中国中部に分布する。日本国内では本州（青森県深浦以南）、四国、九州の低地に分布する。

## 人間との関係
道管の配置は環孔材。全体に黄白色で心材と辺材の境は不明瞭で強度は中程度とされる。
建築用材、家具材、道具材、薪炭などに使われる。木材の質はやや堅く、風合いがある。辺材と心材の境が明瞭でない。風合いが似ていることから、ケヤキの代用ともされる。
江戸時代には街道の一里塚の目標樹として植えられ、一里塚のエノキは、徳川秀忠が街道整備に際して植えるように命じたといわれている。また、一里塚に植える木にマツが多いのを見た織田信長が、余の木（よのき：違う樹種の意）を一里塚に植えるよう命じ、家来がこれに応じる形で植えられたのがエノキとなったという説もある。

## 文化
エノキにまつわる伝説や風習は数多くあるが、その一つ江戸王子稲荷神社のエノキには、毎年の大晦日に関八州（関東諸国）のキツネが集まり、農民はその狐火を見て翌年の豊凶を占ったといわれている（→王子の狐火）。エノキは「縁の木」に通じることから、縁結び、あるいは「縁退き」の意味で縁切りの木としても知られる。古くから神社の境内などにも植えられ、中には御神木として大切にされたものもあるが、その一方では、首くくり榎など縁起が良くないと見られることもある。地方によっては、材に使うのではなく墓標の代わりに墓の印として植えられた。
エノキの花言葉は、「共同」「力を合わせる」とされる。
東京競馬場の第3コーナー内側に、俗に「大欅」と呼ばれる大木がある。数々の逸話があり、「欅ステークス」という名の特別競走まで開催されているが、実際は榎（エノキ）であって欅（ケヤキ）ではない。
野生の木も各地にたくさん見られ、地名や人名に用いられる例も多い。

### 御神木として
- 榎大六天神（東京都板橋区）- 江戸時代より祀られており、御神木の榎は悪縁を切りたい時や断酒を願う際、その樹皮を煎じて相手に飲ませると成就するとされた。近年は悪縁切りだけではなく、良縁祈願や病との縁切りの御利益も期待されるようになり、全国各地からの参拝者が後を絶たない。
- 熊野宮（東京都小平市） - 御神木「一本榎」は良い縁を結び実を結ぶ。御由緒往時この一帯は、逃水の里と称され無人の荒野であったが、当地に一本の榎の大樹が聳え立っており、青梅街道を往来する人の良き目印となっていた。当宮は、武蔵野の新田開発に伴い、宝永元年（1704年）にその榎の大樹のもとに遷祀された。
- 榎神社（神奈川県相模原市） - 榎神社の神木であるこの大榎は、明治18年（1885年）に植えられた二代目であるが、初代の榎は照手姫がさした杖に根づいたもので、枝が下を向いた「さかさ榎」であったと伝えられている。枝が四方に大きく広がり美しい樹形を形成していて、「神奈川の名木100選」に指定されている。
- 来宮神社（静岡県熱海市）
- 日月神社（埼玉県所沢市）
- 多祁御奈刀弥神社（徳島県石井町）
- 八股榎大明神（愛媛県松山市）
- 榎社（福岡県太宰府市）
- 榎木大明神（大阪府大阪市中央区）
- 榎白上大神（大阪府大阪市生野区）
- 円珠庵（大阪府大阪市天王寺区）
- 中井神社（大阪府大阪市東住吉区） - 世に異変のあるときは必ず夜間にごう音がすると言い伝えられている。
- 元伊勢内宮皇大神社（京都府福知山市）
- 荒熊稲荷社（京都府京都市東山区）
- 武信稲荷神社（京都府京都市中京区） - 境内には平重盛が厳島神社から移植したと伝えられる榎の大木があり、樹齢850年以上の大樹として京都市天然記念物にも指定されている。幕末には神社の目の前に六角獄舎があり、多くの勤王志士が捕らえられていた。後に坂本龍馬の妻となるおりょうは、安政の大獄で六角獄舎に捕らえられた父・楢崎将作の安否を見るべく龍馬と共に木に登って探っていたとされる[28]。また、幕府に追われていた龍馬は、おりょうに京都にいることを示すべく木に「龍」と彫って伝言を書き残し、その伝言がもとで二人は再会できたという[29]。龍馬とおりょうの仲を取り持ったとして「縁の木」といわれる[30]。

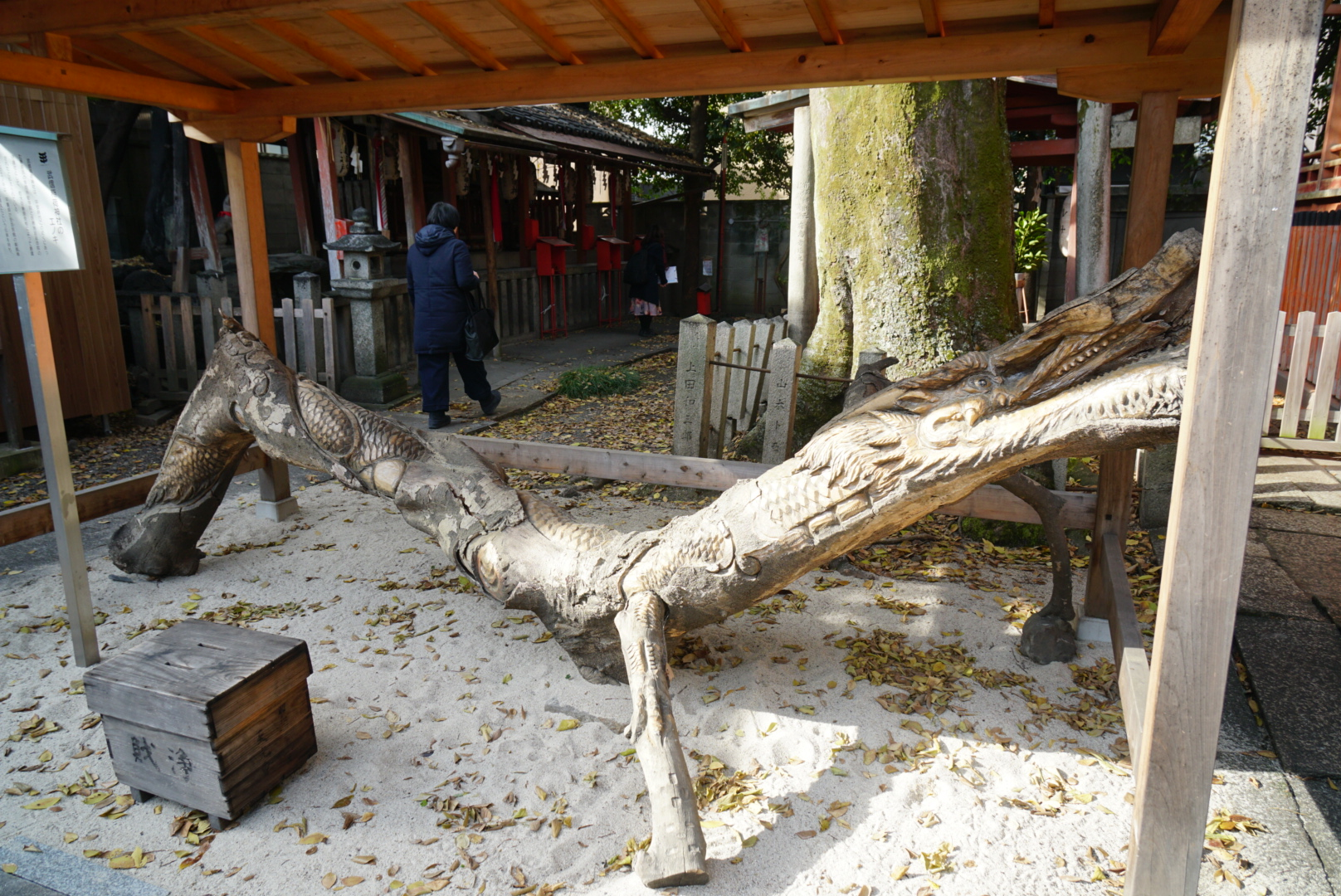
境内の造り龍

## 国指定文化財
日本では以下が、天然記念物として国の文化財の指定を受けている。
- 東内のシダレエノキ（長野県上田市）
- 赤羽根大師のエノキ（徳島県美馬郡つるぎ町）

## 名称
和名「エノキ」の由来については諸説あり、
- 縁起の良い木を意味する「嘉樹（ヨノキ）」が転じてエノキとなった。
- 秋にできる朱色の実は野鳥などが好んで食べることから、「餌の木」からエノキとなった[10]。
- 枝が多いことから枝の木（エノキ）と呼ばれるようになった[27][16]。

などの説がある。
鍬などの農機具の柄に使われたからという説があるが、奈良時代から平安時代初期には、エノキの「エ」はア行のエ（/e/）、柄（え）やそれと同源の語とされる「エ」はヤ行のエ（/ye/）で表記されており、両者はもともと発音が異なっていたことが明らかなので、同源説は成り立たない。
漢字の「榎（エノキまたはカ）」は夏に日陰を作る樹を意味する和製漢字である。音読みは「カ」。「榎」は、中国渡来の漢字ではなく、日本の国字の一つである。

## エノキ属
エノキ属（エノキぞく、学名: Celtis）は、アサ科の属の一つ。エノキ属は熱帯から温帯にかけて100種ほどが知られている。
- コバノチョウセンエノキ Celtis biondii
  - チュウゴクエノキ Celtis biondii var. holophylla
- クワノハエノキ Celtis boninensis
- トウエノキ Celtis bungeana
- エゾエノキ Celtis jessoensis - 北海道道央から九州、朝鮮半島、中国東北部に分布。
  - ナガバエゾエノキ Celtis jessoensis f. angustifolia
  - カンサイエノキCeltis jessoensis f. hashimotoi
- Celtis julianae
- チョウセンエノキ Celtis koraiensis
- コバノエノキ Celtis nervosa
- アメリカエノキ Celtis occidentalis
- コウトウエノキ Celtis philippensis
- エノキ Celtis sinensis
  - シダレエノキ Celtis sinensis f. pendula
- タイワンエノキ Celtis tetrandra